# Giulio Del Torre (Schauspieler)
Giulio Del Torre (geboren 1894 in Triest, Österreich-Ungarn; gestorben 31. Oktober 1968 in Torre del Lago Puccini) war ein italienischer Schauspieler und Filmregisseur.

## Leben
Del Torre trat ab 1913 in Stummfilmen auf und war auch als ausführender Produzent dieser Zeit tätig. Nach dem Aufkommen des Tonfilms verlegte er sich auch auf Regiearbeiten; so drehte er zu Beginn der 1930er Jahre zwei Filme in Frankreich und 1942 in seinem Geburtsland das Melodram Anime in tumulto. 1958 inszenierte er nach einem Drehbuch seiner Frau, der Schauspielerin Gina Falckenberg, Vento di primavera.

## Filmografie (Auswahl)

### Schauspieler
- 1913: Histoire d’un pierrot
- 1920: Marta Galla

### Regisseur
- 1931: Le disparu de l’ascenseur
- 1941: Anime in tumulto
- 1958: Ohne Dich kann ich nicht leben